# Коэн, Хай
Хайман Коэн (англ. Hyman Cohen; 29 января 1931, Бруклин, Нью-Йорк — 4 февраля 2021, Ранчо-Мираж, Калифорния) — американский бейсболист. Играл на позиции питчера. В 1955 году играл в Главной лиге бейсбола в составе клуба «Чикаго Кабс». После завершения игровой карьеры работал тренером школьной команды в Лос-Анджелесе.

## Биография
Хайман Коэн родился 29 января 1931 года в Бруклине. Его родители, Джозеф и Бесси Коэны, эмигрировали в США из Восточной Европы. Он учился в старшей школе имени Томаса Джефферсона, играл за её футбольную команду. Бейсбольной программы в школе не было, и Коэн играл в одной из городских лиг за команду «Ист Нью-Йорк Роялс». Журналист газеты Brooklyn Daily Eagle Джимми Мерфи писал, что «он был прирождённым бейсболистом», имевшим в своём арсенале подач фастбол и кервбол, а также отличался хорошим контролем мяча.
Интерес к Коэну проявляли несколько нью-йоркских профессиональных клубов, настойчивее других были «Янкис». После подписания контракта он начал профессиональную карьеру в составе фарм-команды «Ла-Гранж Труперс», игравшей в Лиге Джорджии и Алабамы. Там он провёл сезоны 1948 и 1949 года. После этого во время драфта игроков младших лиг права на него перешли к «Чикаго Кабс».
В 1952 году, после двух лет выступлений в фарм-системе «Кабс», Коэн был призван на военную службу. Два года он играл питчером в армейской команде, где его партнёрами были такие игроки Главной лиги бейсбола, как Дон Ньюкомб, Спарки Андерсон и Мори Уиллс. В 1954 году Коэн вернулся в профессиональный спорт, в первом же сезоне одержав 16 побед при показателе пропускаемости 1,88. Весной 1955 года он проявил себя на сборах и попал в основной состав «Чикаго».
Дебют Коэна в Главной лиге бейсбола состоялся 17 апреля 1955 года. В матче против «Сент-Луис Кардиналс» он провёл на поле 7 иннингов, пропустив 13 хитов и 7 ранов, в том числе инсайд-парк-хоум-ран от Уолли Муна. После этого Коэн сыграл за «Кабс» ещё в шести матчах, пропустив 28 хитов и сделав 4 страйкаута при 10 уоках. В последующие три года он выступал в младших лигах, завершив спортивную карьеру в составе команды «Нэшвилл Волс».
После окончания карьеры Коэн со своей супругой Терри переехал жить в Южную Калифорнию. В 1961 году он получил педагогическое образование в университете штата Калифорния в Лос-Анджелесе. Сменив несколько мест работы, в 1964 году он был назначен главным тренером бейсбольной команды старшей школы Бирмингем в лос-анджелесском районе Ван-Найс. В сезонах 1966 и 1969 годов она побеждала в городском чемпионате. Помимо бейсбола, Коэн также тренировал футболистов и теннисистов.
Хай Коэн скончался 4 февраля 2021 года в медицинском центре имени Эйзенхауэра в городе Ранчо-Мираж в возрасте 90 лет. Причиной смерти стали осложнения перенесённого COVID-19.